# Сьюдад-Пиар
Сьюдад-Пиар — город в штате Боливар, Венесуэла, примерно в 77 километрах к югу от Сьюдад-Боливара (120 километров по дороге). Город находится в восточных предгорьях горы Боливар, используемой для добычи железной руды, западнее огромного водохранилища Бальзамас-де-Гури.